# Судоргин, Андрей Павлович
Андрей Павлович Судоргин (1905—1957) — старшина Рабоче-крестьянской Красной Армии, участник Великой Отечественной войны, Герой Советского Союза (1945).

## Биография
Родился в 1905 году в селе Дмитриевка (ныне — Александровский район Оренбургской области).
После окончания четырёх классов школы работал сначала в родительском хозяйстве, затем у зажиточных крестьян, в колхозе. В 1928—1930 годах проходил службу в Рабоче-крестьянской Красной Армии. Демобилизовавшись, окончил водительские курсы и работал по специальности. В августе 1941 года Судоргин повторно был призван в армию и направлен на фронт Великой Отечественной войны. В боях три раза был ранен.
К августу 1944 года гвардии старшина Андрей Судоргин командовал пулемётным отделением 1-го мотострелкового батальона 15-й гвардейской механизированной бригады 4-го гвардейского механизированного корпуса 3-го Украинского фронта. Отличился во время освобождения Молдавской ССР. 25 августа 1944 года у села Минжир Хынчештского района отделение Судоргина отражало ряд немецких контратак, уничтожив 200 солдат и офицеров противника. В тех боях Судоргин получил ранение, но продолжал сражаться.
Указом Президиума Верховного Совета СССР от 24 марта 1945 года за «мужество и героизм, проявленные в Ясско-Кишиневской операции» гвардии старшина Андрей Судоргин был удостоен высокого звания Героя Советского Союза с вручением ордена Ленина и медали «Золотая Звезда» за номером 2706.
После окончания войны Судоргин был демобилизован. Проживал и работал сначала на родине, затем в Оренбурге.
Умер 31 мая 1957 года. Похоронен на Старом кладбище по улице Монтажников.
Был также награждён орденами Красной Звезды и Славы 3-й степени. рядом медалей.

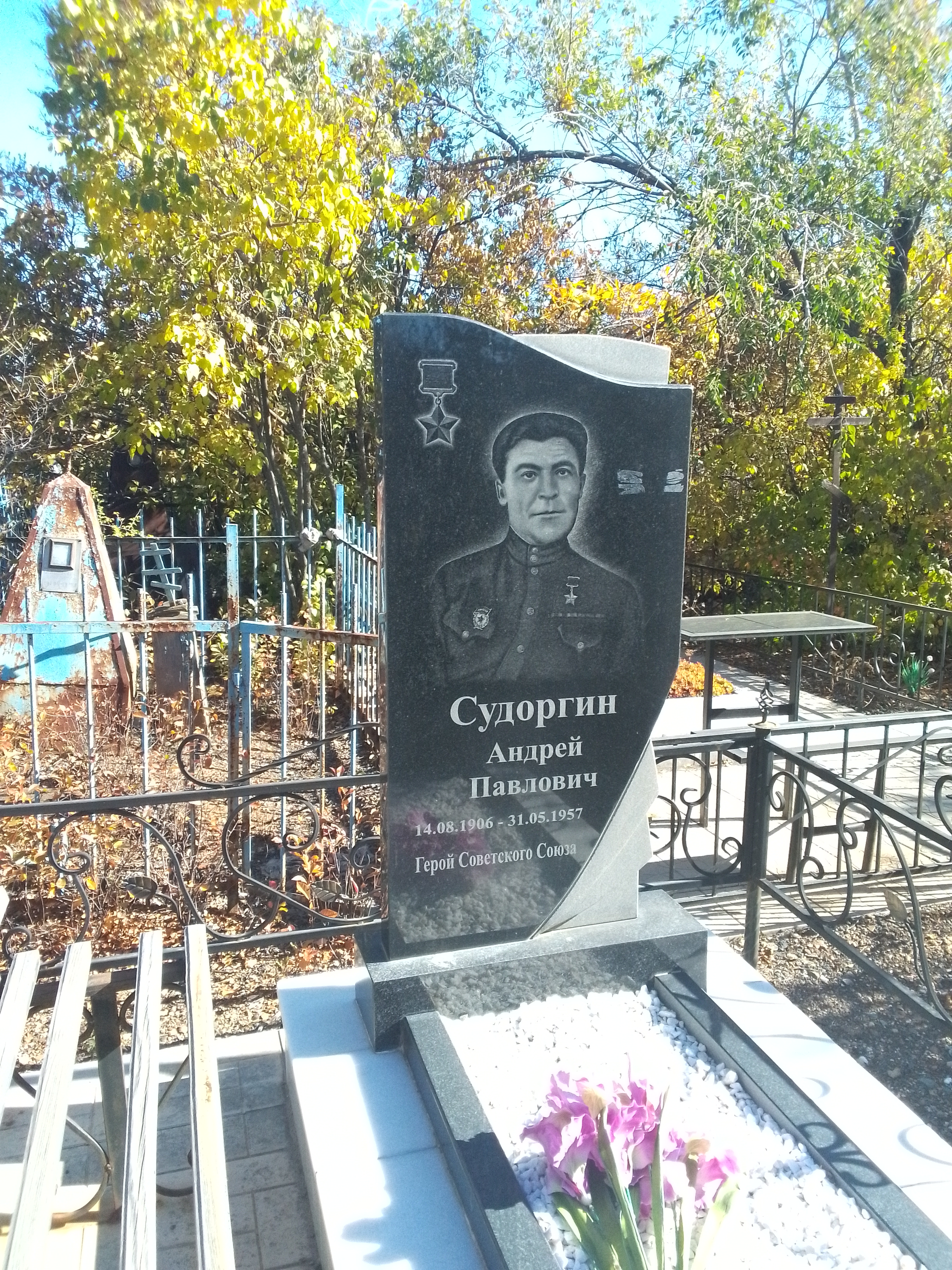